# L'home d'Alcatraz
L'home d'Alcatraz (títol original en anglès: Birdman of Alcatraz) és una pel·lícula estatunidenca de John Frankenheimer estrenada el 1962 i doblada al català.

## Argument
Relata de manera novel·lada el calvari de la vida a presó de Robert Stroud anomenat l'«home dels canaris d'Alcatraz». Un presoner instal·lat en un lloc verdaderament aïllat troba la seva redempció fent-se un ornitòleg reputat.

## Repartiment
- Burt Lancaster: Robert Franklin Stroud
- Karl Malden: Harvey Shoemaker
- Thelma Ritter: Elizabeth Stroud
- Neville Brand: Bull Ransom
- Betty Field: Stella Johnson
- Telly Savalas: Feto Gomez
- Edmond O'Brien: Thomas E. 'Tom' Gaddis
- Hugh Marlowe: Roy Comstock
- Whit Bissell: Dr. Ellis
- Crahan Denton: Kramer
- James Westerfield: Jess Younger
- Leo Penn: Eddie Kassellis
- Lewis Charles: Wentzel, el capellà
- Adrienne Marden: Mrs. Woodrow Wilson, la dona del President dels EUA
- Harry Jackson: el periodista
- Art Stewart; El cap dels guardians
- Raymond Greenleaf: el jutge

## Premis i nominacions

### Premis
- 1962: Copa Volpi per la millor interpretació masculina per Burt Lancaster
- 1963: BAFTA al millor actor per Burt Lancaster

### Nominacions
- 1962: Lleó d'Or
- 1963: Oscar al millor actor per Burt Lancaster
- 1963: Oscar al millor actor secundari per Telly Savalas
- 1963: Oscar a la millor actriu secundària per Thelma Ritter
- 1963: Oscar a la millor fotografia per Burnett Guffey
- 1963: Globus d'Or al millor actor dramàtic per Burt Lancaster
- 1963: Globus d'Or al millor actor secundari per Telly Savalas

## Al voltant de la pel·lícula
- La pel·lícula és una adaptació de Birdman of Alcatraz (1955), de Thomas E. Gaddis.
- L'actuació de Lancaster ha provocat una ona de simpatia envers Stroud pel públic americà. Per exemple, van estar disponibles fulls de petició en diferents cinemes per obtenir el seu alliberament.
- Segons els que han conegut Marcus Stroud a presó, les seves maneres dolces presentades per Gaddis i interpretades per Lancaster són fictícies. Algunes persones afirmen que la seva transferència a Alcatraz no té cap relació amb la fabricació clandestina de sidra de poma, tot i que la pel·lícula ho presenta així.